# Strada statale 131 racc Raccordo di Nuoro
La strada statale 131 racc Raccordo di Nuoro (SS 131 racc) è una strada statale italiana in Sardegna.
Collega la strada statale 131 Diramazione Centrale Nuorese alla città di Nuoro.

## Tracciato
| Carlo Felice |                                                                                                 |     |           |
| Tipo         | Indicazione                                                                                     | km  | Provincia |
|              | Diramazione Centrale Nuorese Olbia - Abbasanta - Sassari - Cagliari                             | 5,5 | NU        |
|              | Nuoro-Lanusei Circonvallazione sud - Nuoro sud - Mamoiada - Fonni - Lanusei - Lotzorai - Stadio | 0,4 | NU        |
|              | di Buddusò e del Correboi Pratosardo - Bitti - Alà dei Sardi - Monti                            | 1,1 | NU        |
|              | Nuoro                                                                                           | 1,9 | NU        |